# Жак Франсез
Жак Франсез е български шахматист.
Най-доброто му класиране на първенството на България по шахмат е третото място през 1937 г. Участва на неофициалната шахматна олимпиада в Мюнхен през 1936 г., където изиграва 20 партии (2 победи, 5 равенства, 13 загуби).
Емигрира в Израел.

## Участия на шахматни олимпиади
| Година           | Организатор | Отбор    | Класиране (отборно) | Дъска |
| 1936 неофициална | Мюнхен      | България | 21                  | Седма |